# Optics Letters
Optics Letters — рецензируемый научный журнал, выпускаемый Оптическим обществом (ранее известное как Оптическое общество Америки), выходит раз в две недели. Основан в июле 1977 года. Главный редактор — Си-Чен Чжан (Университет Рочестера). Журнал включает все темы, относящиеся к оптике и фотонике. Форматы публикации — это короткие и быстрые сообщения, статьи ограничены четырьмя страницами журнала.

## Абстракты и индексация
Журнал имеет абстракты и индексируется в:
- Science Citation Index Expanded
- Current Contents/Physical, Chemical & Earth Sciences
- Current Contents/Engineering, Computing & Technology
- Computer & Control Abstracts
- Electrical & Electronics Abstracts
- Physics Abstracts - Series A: Science Abstracts
- SPIN bibliographic database
- Chemical Abstracts Service
- Current Physics Index
- Energy Citations Database
- Embase
- International Aerospace Abstracts

Согласно журналу цитирования журнала, в 2018 году Импакт-фактор (коэффициент воздействия) составляет 3,589.